# Betta albimarginata
Espèce
Betta albimarginata est une espèce de poissons de l'ordre des Perciformes qui est endémique du Kalimantan oriental en Indonésie (ile de Bornéo.

## Description
La taille maximale connue pour Betta albimarginata est de 28 mm.

## Étymologie
Son nom spécifique, albimarginata, du latin alba, « blanc », et marginata, « bord », fait référence aux extrémités blanches des nageoires du mâle (à l'exception des pectorales).

## Publication originale
- Kottelat & Ng : « Diagnoses of five new species of fighting fishes from Banka and Borneo (Teleostei: Belontiidae) ». Ichthyological Exploration of Freshwaters, vol. 5, n. 1, mars 1994, pp. 65-78.